# 크진티
크진티(단수로는 크진)는 창작된 호전적이고 피를 갈망하는 종족으로 인간형 몸에 고양이의 겉모습을 하고 있는 래리 니븐의 노운 스페이스 시리즈에 등장한다.
크진티는 최초로 니븐의 소설 중 "더 워리어즈" (테일즈 오브 노운 스페이스 (1975)안에 수록된 월드 오브 이프 (1966)가 원작)와 뉴트론 스타 (1968)에 수록된 "더 소프트 웨폰"에 등장했다. 크진 등장인물, 동물과 말하는자 (나중에 이름이 나오기를 츠미(Chmeee), 는 추후 니븐의 휴고상과 네뷸러상을 받는데 지대한 공헌을 한 링월드 (1970)과 링월드 엔지니어즈(1980)에서 중요한 역할을 수행하며, 크진티라는 종족에 대한 상당한 배경과 그들의 인간 문명과의 상호작용에 대한 정보를 준다. 니븐은 다른 친한 작가들에게 "더 워리어즈" 때이지만 "더 소프트 웨폰" 시간보다는 이전의 이야기를 집필할 수 있는 권한을 부여했다. 이후 이렇게 만들어진 책들과 니븐 본인의 책들이 합쳐져 인간-크진 전쟁이라는 총 14권의 시리즈물이 만들어졌으며 1988년 6월에 첫 편이 출판되었다. 크진티는 저글러 오브 월즈 (2008)와 페이트 오브 월즈 (2012), 에드워드 M. 레너와 공동 작업한 플릿 오브 월즈 시리즈 내에도 등장했다. 니븐은 스타 트렉 세계관에서 크진티를 또 등장시켰는데, 스타 트렉(애니메이션)에서 최초로 등장하였다.